# Torre di Acquapuzza
La torre di Acquapuzza è un'antica torre a tronco di cono attualmente esistente sopra la via Romana Vecchia a sud di Sermoneta, nella contrada di Borgo Tufette, comune di Bassiano, in provincia di Latina; è ciò che resta dell'antichissima città di Acquapuzza che lì sorgeva, il cui nome deriva dal caratteristico odore delle acque solfuree, scaturite dalle numerose sorgenti presenti in loco. 

## Descrizione
La Torre è situata nella costa bassa della montagna,  ai piedi del quale scaturiscono le numerose sorgenti di acqua anche sulferea (tufe) che dà il nome al posto.
La torre si colloca a ridosso della strada pedemontana che correva ai piedi dei monti Lepini e che a partire dal sesto secolo divenne itinerario alternativo alla consolare Appia, abbandonata poiché circondata dalle paludi Pontina e presto gravata dalla diffusione della malaria.
A questo, si aggiungeva la valenza strategico-militare della struttura, da cui si poteva controllare il sottostante Passo di Acquapuzza, capace di chiudere ogni transito lungo il percorso.. 
L'imperatore Carlo V, di ritorno dalla Tunisia con le sue truppe, si preoccupò non poco che i Caetani di Sermoneta gli chiudessero il Passo della Torre di Acquapuzza.
Si transitava attraverso il Passo di Acquapuzza (in seguito Passo di Sermoneta), punto di enorme valore strategico per la protezione di Roma dalle invasioni dal Sud. Con l'appropriazione del Passo, Sermoneta, o meglio i Caetani, ne assunsero il grande potere militare e politico. Si pensi che il Passo riuscì a fermare gli eserciti di Federico II nel XIII sec. in marcia contro il Papa.
Il fortilizio fu un'importante Dogana dello Stato Pontificio, pur passando di proprietà con possessori diversi attraverso violente dispute. I Papi, Sezze e Sermoneta ed altri, se la contesero fino al XVIII secolo, quando cessò la sua importante utilità strategica. Sotto di essa la via Pedemontana (effettivamente strettissima tra monte e la depressione della pianura pontina ricchissima di acque perenni, tra le quali non solo la palude vera e propria ma anche un rilevante sistema di corsi d'acqua che proprio dalle sorgenti locali traevano origine e costituivano naturale ostacolo ai movimenti umani) veniva sbarrata nei due sensi da una catena, rimossa solo dopo il pagamento di una gabella di pedaggio secondo un preciso tariffario imposto. Gli ecclesiastici e i residenti del luogo ne erano esclusi. 
Il Passo di Acquapuzza non interessava solo i traffici stradali ma anche quelli d'acqua, avendo forse un ruolo anche nelle operazioni di tassazione e commercio del pescato e dei traffici fluviali, con notevole ricavo per le casse esattoriali: ciò grazie anche al fatto che le acque interne fossero perennemente navigabili, con piccoli scafi, fin a ridosso del passo stesso ed anche d'estate.
Recenti studi e osservazioni da parte di storici pontini, collocano questa Torre e il Passo di Acquapuzza rappresentati nel paesaggio leonardesco della Gioconda secondo l'ipotesi pontina per lo sfondo della Gioconda di Leonardo da Vinci.

## Storia
La torre, facente parte di una fortezza in seguito distrutta, venne eretta nel XII secolo, sopra un dirupo del Monte Acquapuzza, scelto perché permetteva la visione aerea a perdita d'occhio della pianura Pontina, allora palude. In questo modo i castellani potevano controllare da lontano i moviemnti di eserciti nemici come quelli dei predoni dal mare, come i temuti pirati Saraceni.
Nel medesimo luogo antecedentemente sorgeva l'antico Castrum di Acquaputrida di latina memoria, che fu colonia romana, alleata con essa fino alla vittoria della guerra sui Volsci durata duecento anni. In seguito venne poi chiamato Castrum Bassianus, Castello di Bassiano, probabilmente perché appartenne all'Imperatore romano Bassiano Antonino, alias Caracalla; questo castello era parte integrante nel territorio della sua vasta Villa Antoniniana (Antignana) situata in un altopiano alle spalle del castrum. Il grande storico sermonetano Pantanelli ci dice che l'imperatore soleva usare questo castello per diporto.
Nel XII secolo troviamo il Castrum di Bassiano e dintorni ancora abitati ma con la feroce occupazione normanna del Castello, pare ad opera delle truppe di Roberto il Guiscardo d'Altavilla, che gli abitanti furono costretti a esodare verso un nuovo rifugio su cui formare un nuovo centro abitativo. La scelta cadde su uno tra quelli impervi e perciò più sicuri, usati come pascoli alti all'interno dei Monti Lepini, che i profughi ribattezzarono con il nome del loro luogo di origine Bassiano, aspettando di tornare al sito originario. Seguì nel tempo l'edificazione della nuova Fortezza di Acquaputrida (in seguito Acquapuzza) eretta sopra il vecchio Castrum. Per motivi militari vi furono diversi esodi, fino a che il sito venne definitivamente abbandonato e gli abitanti di Acquapuzza si sparsero verso Bassiano, Sermoneta e Sezze.  Il nuovo centro di Bassiano si confondeva spesso con Acquaputrida e viceversa, ancora per non poco tempo fino alla definitiva distinzione tra le due località.
La Torre di Acquapuzza costituiva il mastio della nuova fortezza. La nuova Bassiano invece, non aveva mura ed era invisibile dal piano.
Nel 1.158 il Castrum, nel piano di sicurezza per il controllo delle strade verso Roma, venne espugnato dalle truppe pontificie inviate da Papa Adriano IV che lo inserì tra i "Castra specialia Sanctae Matris Ecclesiae", i castelli speciali della Chiesa romana.

Nel 1230 i Cavalieri Templari s'insediarono nell'Agro pontino e il castello di Acquapuzza passò sotto la loro giurisdizione. Ciò li poneva al controllo della più grande via commerciale, strategica e dei pellegrinaggi dell'epoca verso il Sud Italia e l'Oriente con la Terrasanta, la Via Francigena del Sud.
Nel XIV secolo il castello fu demolito e fu lasciata solo la torre del maschio quella che da allora si chiamò Torre di Acquapuzza, Torrepuzza abbreviato nelle antiche mappe del Lazio, sita ancora nel territorio di Bassiano.
Nel 1514 la Torre di Acquapuzza compare nel disegno della famosa Mappa di Windsor di Leonardo Da Vinci, redatta in occasione del suo studio per la bonificazione della Palude Pontina.